# لويس خورخي فونتانا
لويس خورخي فونتانا (بالإسبانية: Luis Jorge Fontana)‏ هو كاتب وجغرافي أرجنتيني، ولد في 19 أبريل 1846 في بوينس آيرس في الأرجنتين، وتوفي في 18 أكتوبر 1920 في سان خوان في الأرجنتين.